# ルー・デュバ
ルー・デュバ（Lou Duva、1922年5月28日 - 2017年3月8日）は、アメリカ合衆国のボクシングトレーナー兼マネージャー、ボクシングプロモーター。ニューヨーク州ニューヨーク出身。

## 経歴
ニューヨーク州ニューヨークでイタリア移民の家庭に7人兄弟の6番目に生まれる。リトル・イタリーで育ち、ニュージャージー州パターソン郊外のトトワへ引っ越した。貧しい家庭であったためルーは幼少の頃から家計を助けるため様々な仕事をしなければならなかった。
10歳の時に兄弟の23歳の兄カールからボクシングを教わるが、ボクサーとしては芽が出なかった。
1938年、市民保全部隊に入隊。入隊には18歳以上の年齢制限がありルーは16歳だったが出生証明書など書類を偽造して入隊した。
第二次世界大戦が勃発した後、ルーはアメリカ陸軍に入隊し訓練のためミシシッピ州ジャクソンへ配属されるが、喧嘩ばかりするため、テキサス州に送られボクシングインストラクターの仕事を与えられた。
1944年に故郷に帰り、レストランを始めた。プロボクサーとして5勝10敗1分の戦績を残し、ボクシング引退後にトラック輸送会社を始める。妻のエネスと出会い1949年に結婚。自身のボクシングジム「ガーデンジム」をオープン。
その後、トラック輸送会社を売り払い、保釈保証業者とバウンティハンターに転職した。
息子のダン・デュバは1977年に法律の学位を取得、1978年にレオン・スピンクスのマネージャーから助けを求められたことをきっかけに、1978年4月に父のルー、兄弟のディノとともにボクシングプロモーション会社「メインイベンツ」を設立。トトワのローカル会場であるアイス・ワールドで興行を定期開催した。
1979年、ESPNがメインイベンツのアイス・ワールドの興行に興味を示し放送を開始。将来世界王者となるロッキー・ロックリッジ、ボビー・チェズ、リビングストン・ブランブルら若手ボクサーの試合を放送した。しかし、ルーはボクシングトレーナーだけでなく、保釈保証業者やバウンティハンターなど他の仕事も兼業し多忙を極めていたことで心臓発作を起こし倒れてしまう。このため医師から仕事を減らすように勧告を受けると、ルーはボクシング以外の仕事を全て辞め、ボクシングトレーナー兼マネージャーに専念した。
1981年、メインイベンツがシュガー・レイ・レナードvsトーマス・ハーンズのプロモーターとなる。この興行は4000万ドルを稼ぎ出し、ヘビー級の試合を除いてそれまでで最も収益を上げた興行となった。
1984年、この年はルーとメインイベンツにとって非常に成功した年となり、同年にロサンゼルスオリンピックでアメリカ代表としてメダルを獲得したマーク・ブリーランド、イベンダー・ホリフィールド、パーネル・ウィテカー、メルドリック・テーラー、タイレル・ビッグスと契約。また所属ボクサーの、ジョニー・バンフス、ロッキー・ロックリッジ、リビングストン・ブランブル、マイク・マッカラムが世界王座を初獲得した。
1985年、妻のエネスが5年間の闘病生活の末に亡くなる。
1986年、プロレス団体WWFの「レッスルマニア2」で行われたボクシングマッチでロディ・パイパーのトレーナー役を務めた。
1996年、息子のダンが44歳で癌で亡くなる。ダンの妻キャシーが後を継ぎメインイベンツの会長となり、兄弟のディノが社長となった。
1996年7月11日、74歳の時にアンドリュー・ゴロタvsリディック・ボウでゴロタのトレーナーに就くが、試合後に起きた大乱闘に巻き込まれた際に殴られて倒れ担架でリングから運び出された。
1998年、国際ボクシング名誉の殿堂博物館に殿堂入り。
2000年、ディノがメインイベンツを退社して新たなボクシングプロモーション会社「デュバ・ボクシング」を設立すると、ルーはメインイベンツと並行してデュバ・ボクシングでも働いた。
2017年3月8日、老衰のため94歳で死亡。

## トレーナーを務めた主なボクサー
- パーネル・ウィテカー
- マイケル・モーラー
- アルツロ・ガッティ
- メルドリック・テーラー
- マーク・ブリーランド
- レノックス・ルイス
- ジョーイ・ジャーデロ
- ロッキー・ロックリッジ
- ボビー・チェズ
- エジャートン・マーカス
- リビングストン・ブランブル
- ジョニー・バンフス
- トニー・タッカー
- マイク・マッカラム
- ビニー・パジェンサ
- ダーリン・バン・ホーン
- ジョン・ジョン・モリナ
- エディ・ホプソン
- ヘクター・カマチョ
- デビッド・トゥア
- フェルナンド・バルガス
- イベンダー・ホリフィールド
- アンドリュー・ゴロタ